# Viteksin 2"-O-ramnozid 7-O-metiltransferaza
Viteksin 2"-O-ramnozid 7-O-metiltransferaza (EC 2.1.1.153, Vitexin 2-O-rhamnoside 7-O-methyltransferase) je enzim sa sistematskim imenom S-adenozil--metionin:viteksin-2-O-beta--ramnozid 7-O-metiltransferaza. Ovaj enzim katalizuje sledeću hemijsku reakciju
-adenozil--metionin + viteksin 2-O-beta--ramnozid {\displaystyle \rightleftharpoons } -adenozil-L-homocistein + 7-O-metilviteksin 2-O-beta--ramnozid
Flavonoidi viteksin i izoviteksin 2-O-arabinozid nisu supstrati enzima iz ovsa (Avena sativa).

## Literatura
- Nicholas C. Price; Lewis Stevens (1999). Fundamentals of Enzymology: The Cell and Molecular Biology of Catalytic Proteins (Third изд.). USA: Oxford University Press. ISBN 019850229X.
- Eric J. Toone (2006). Advances in Enzymology and Related Areas of Molecular Biology, Protein Evolution (Volume 75 изд.). Wiley-Interscience. ISBN 0471205036.
- Branden C; Tooze J. Introduction to Protein Structure. New York, NY: Garland Publishing. ISBN 0-8153-2305-0.
- Irwin H. Segel. Enzyme Kinetics: Behavior and Analysis of Rapid Equilibrium and Steady-State Enzyme Systems (Book 44 изд.). Wiley Classics Library. ISBN 0471303097.

## Spoljašnje veze
- -O-rhamnoside%207-O-methyltransferase Vitexin+2-O-rhamnoside+7-O-methyltransferase на 